# Râul Lokoho
Râul Lokoho este situat în nordul Madagascarului. Se varsă pe coasta de nord-est, în Oceanul Indian. Drenează jumătatea sudică a Masivului Marojejy. Gura sa de vărsare este situată la 25 km sud de Sambava, în apropiere de Farahalana.
Au existat unele proiecte pentru instalarea centralelor hidroelectrice de către compania Jirama în anii 1970, dar acestea nu au fost niciodată finalizate.
În 2002, a început un alt proiect, pentru o uzină cu o capacitate de 6 MW de către Jirama în cooperare cu francezii de le EDF, germanii de la RWE, GTZ și canadienii de la Hydro-Québec, care a fost oprită în 2009 din cauza crizei politice malgașe din 2009.